# Giuseppe Mengoni
Giuseppe Mengoni (23 de novembre de 1829 a Fontanelice - 30 de desembre de 1877 a Milà, fou un arquitecte italià. Va dissenyar les Galeries Víctor Manuel II a Milà. També va dissenyar la seu de la Caixa d'Estalvis de Bolonya. Va morir per accident, en caure des del sostre de la galeria que havia construït.